# Go Go Tales
Go Go Tales è un film del 2007 diretto da Abel Ferrara, presentato fuori concorso al 60º Festival di Cannes.
Il film, girato interamente a Cinecittà, è stato distribuito in Italia dal 20 giugno 2008.

## Trama
Accade tutto in una notte: un locale di lap-dance rischia di chiudere, ma l'impresario del locale non ci sta. Anche se deve fronteggiare una serie di problemi: la proprietaria del locale che non riceve l'affitto da mesi, le ballerine che devono ricevere gli stipendi, il fratello che non vuole continuare a finanziarlo e intende trasferirsi in Florida. L'impresario cerca una soluzione giocando alla lotteria. Altre storie si intrecciano nella notte e nel locale newyorkese: uno studente di medicina, dopo aver salvato un uomo, viene premiato con una visita nel locale, ma scopre che una delle lap dancer è sua moglie. Una delle ballerine è in incinta, un'altra convince un produttore a finanziarle un film, il biglietto della lotteria vincente viene perso dal contabile del locale.

## Curiosità
- Il film è balzato agli onori della cronaca a causa del discusso bacio dato dalla lapdancer Monroe (Asia Argento) ad un cane rottweiler.